# Neustadt International Prize for Literature
Der Neustadt International Prize for Literature ist ein internationaler Literaturpreis.
Der Preis wird seit 1970 alle zwei Jahre durch die Universität Oklahoma und das dort herausgegebene Literaturmagazin World Literature Today verliehen. Er ist mit 50.000 US$ dotiert. Mit ihm sollen bedeutende internationale Autoren für ihr literarisches Werk (Lyrik, Epik oder Drama) ausgezeichnet werden.
Der Preis wurde auf Initiative des estnisch-amerikanischen Literaturwissenschaftlers  Ivar Ivask durch die amerikanische Familie Neustadt 1969 zunächst unter dem Namen Books Abroad International Prize for Literature ins Leben gerufen und lief später als Books Abroad / Neustadt Prize. Seit 1976 trägt er seinen heutigen Namen.

## Preisträger
| Jahr | Name                     | Land                  |
| ---- | ------------------------ | --------------------- |
| 1970 | Giuseppe Ungaretti       | Italien               |
| 1972 | Gabriel García Márquez   | Kolumbien             |
| 1974 | Francis Ponge            | Frankreich            |
| 1976 | Elizabeth Bishop         | Vereinigte Staaten    |
| 1978 | Czesław Miłosz           | Polen                 |
| 1980 | Josef Škvorecký          | Tschechoslowakei      |
| 1982 | Octavio Paz              | Mexiko                |
| 1984 | Paavo Haavikko           | Finnland              |
| 1986 | Max Frisch               | Schweiz               |
| 1988 | Raja Rao                 | Indien                |
| 1990 | Tomas Tranströmer        | Schweden              |
| 1992 | João Cabral de Melo Neto | Brasilien             |
| 1994 | Kamau Brathwaite         | Barbados              |
| 1996 | Assia Djebar             | Frankreich/Algerien   |
| 1998 | Nuruddin Farah           | Somalia               |
| 2000 | David Malouf             | Australien            |
| 2002 | Álvaro Mutis             | Kolumbien             |
| 2004 | Adam Zagajewski          | Polen                 |
| 2006 | Claribel Alegría         | Nicaragua/El Salvador |
| 2008 | Patricia Grace           | Neuseeland            |
| 2010 | Duo Duo                  | Volksrepublik China   |
| 2012 | Rohinton Mistry          | Kanada                |
| 2014 | Mia Couto                | Mosambik              |
| 2016 | Dubravka Ugrešić         | Kroatien              |
| 2018 | Edwidge Danticat         | Vereinigte Staaten    |
| 2020 | Ismail Kadare            | Albanien              |
| 2022 | Boubacar Boris Diop      | Senegal               |
| 2024 | Ananda Devi              | Mauritius             |